# Ulrich I. von Wettin
Ulrich von Wettin (* um 1170; † 28. September 1206 in Wettin) war der Sohn von Heinrich I. Graf von Wettin und  Sophia, Tochter des Pfalzgrafen Friedrich von Sommerschenburg. Er war damit Enkel von Konrad dem Großen, Markgraf von Meißen und der Niederlausitz, Graf von Wettin. Er war von 1187 bis zu seinem Tod Graf von Wettin.  Nach dem Tod seines Sohnes Heinrich fiel die Grafschaft Wettin an seinen Vetter, den Wettiner Friedrich II. von Brehna und Wettin.
In zweiter Ehe, die spätestens 1184 geschlossen wurde, war er mit Hedwig, der Tochter des Herzogs Bernhard von Sachsen verheiratet. Einziger Sohn aus dieser Ehe  war Heinrich III. (1205–1217).